# Милијан Неоричић
Милијан Неоричић (Горобиље, код Пожеге, 20. фебруар 1922 — Београд, 24. октобар 2014) био је учесник Народноослободилачке борбе, економиста и друштвено-политички радник СФР Југославије и СР Србије.

## Биографија
Рођен је 20. фебруара 1922. године у Горобиљу, код Пожеге. Гимназију је завршио у Ужицу и студирао на Економском факултету у Београду. Пре рата, био је припадник револуционарног омладинског покрета.
Народноослободилачком покрету (НОП) се прикључио 1941. године. Исте године постао је члан Комунистичке партије Југославије (КПЈ). Био је борац Ужичког партизанског одреда, Друге пролетерске бригаде, затим члан Политичког одељења Четврте крајишке бригаде. Од октобра 1943, био је члан Централног комитета Савеза комунистичке омладине Југославије (СКОЈ), а од маја 1944. члан Секретаријата Централног одбора Уједињеног савеза антифашистичке омладине Југославије (УСАОЈ).
После рата, био је секретар Покрајинског комитета СКОЈ-а за Србију и председник Централног већа Народне омладине Југославије. Одмах затим је завршио и Вишу партијску школу „Ђуро Ђаковић“. Био је делегат на заседању Велике антифашистичке скупштине народног ослобођења Србије, када је био изабран за посланика АСНОС-а.
Био је председник Градског одбора ССРН Србије и председник Скупштине града Београда (градоначелник Београда; 1961—1964), председник Југословенског олимпијског комитета (ЈОК; 1960—1964), члан Савезног одбора ССРН Југославије, члан Савезног извршног већа (СИВ), Савезни секретар за саобраћај и везе, председник Одбора за друштвено-економске односе Већа и остало.
Биран је за члана Централног комитета СКЈ и Централног комитета СК Србије и за посланика Савезне скупштине СФРЈ у више сазива.
Имао је чин пуковника ЈНА у резерви.
Преминуо је 24. октобра 2014. године у Београду.
Носилац је Партизанске споменице 1941. и више других југословенских одликовања, међу којима су — Орден заслуга за народ са златном звездом, Орден братства и јединства са златним венцем, Орден заслуга за народ са сребрном звездом и Орден за храброст.